# Amunicja smugowa
Amunicja smugowa zawiera pocisk smugowy – czyli taki, który zawiera element zwany smugaczem (traser, od ang. tracer). Smugacz zapalany jest przez gazy prochowe w przewodzie lufy. Spalający się smugacz pozostawia dobrze widoczny ślad wizualny w postaci smugi dymu lub jasnego światła. Ułatwia to korygowanie ognia i może poprawiać jego celność. 
Amunicja ta jest stosowana w celach zapalających, przeciwpancernych, przeciwlotniczych i wskaźnikowych.

## Rodzaje amunicji smugowej
Są trzy rodzaje amunicji smugowej:
- „jasna” (bright tracer)
- „przyćmiona” (subdued tracer)
- „ciemna” (dim tracer)

Amunicja „jasna” jest widoczna zarówno w nocy, jak i w dzień. Spalająca się masa smugowa widoczna jest natychmiast po wystrzeleniu. Jest to najczęściej stosowany rodzaj amunicji smugowej. Jej wadą jest, że wskazuje wrogowi pozycję strzelającego. Istnieje nawet powiedzenie, że „pociski smugowe działają w obie strony”. Aby wyeliminować tę wadę używa się amunicji „stłumionej”. Inną wadą jest, że ten rodzaj pocisków smugowych oślepia noktowizory i celowniki noktowizyjne nadmiernie jasnym światłem.
Amunicja „przyćmiona” lub inaczej „stłumiona” jest również widoczna zarówno w nocy, jak i w dzień, ale smuga pojawia się za pociskiem dopiero po pokonaniu przez niego dystansu około 100–150m.
Amunicja „ciemna” jest widoczna tylko w nocy i (praktycznie) tylko przez noktowizory i celowniki noktowizyjne. Jej jasność jest tak dobrana, aby nie przeciążała dynamiki przetwornika elektroobrazowego.

## Masa smugowa

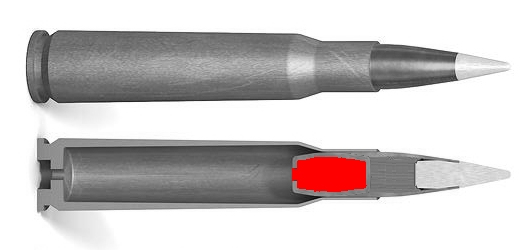
Przekrój naboju z pociskiem wyposażonym w smugacz - masa pirotechniczna zaprasowana w dnie pocisku zaznaczona na czerwono

Masa smugowa składa się z mieszaniny utleniacza, substancji palnej i substancji wiążącej. Jako utleniacze stosowane są azotan strontu, barwiący płomień na czerwono (używane w Pakcie NATO) lub azotan baru, barwiący płomień na zielono (używane w Rosji, Chinach i krajach byłego Układu Warszawskiego). Substancją palną jest najczęściej magnez lub sproszkowany stop magnezu i glinu. Jako substancje wiążące stosuje się sproszkowany poli(chlorek winylu), PTFE, a wcześniej szelak.
W amunicji „przyćmionej” ostatnia (najbliższa dnu łuski) warstwa masy smugowej jest zaprasowana z masy, do której dodano substancję zmniejszającą jasność spalania mieszanki smugowej np. węglan magnezu.
W amunicji „ciemnej” używa się innego składu mieszaniny pirotechnicznej. Masa taka emituje głównie światło w zakresie bliskiej podczerwieni, która jest widzialna przez urządzenia noktowizyjne. W jej skład wchodzą obok utleniacza (nadchloranu potasu lub nadtlenku baru) i substancji palnych (zamiast magnezu stosuje się bor i salicylan sodu) substancje spowalniające palenie i obniżające temperaturę płomienia np. węglan żelaza(II) i węglan magnezu. Substancjami wiążącymi (spajającymi) są w tych masach substancje, które także obniżają temperaturę spalania, głównie żywiczany wapnia np. abietynian wapnia.

## Oznaczenia

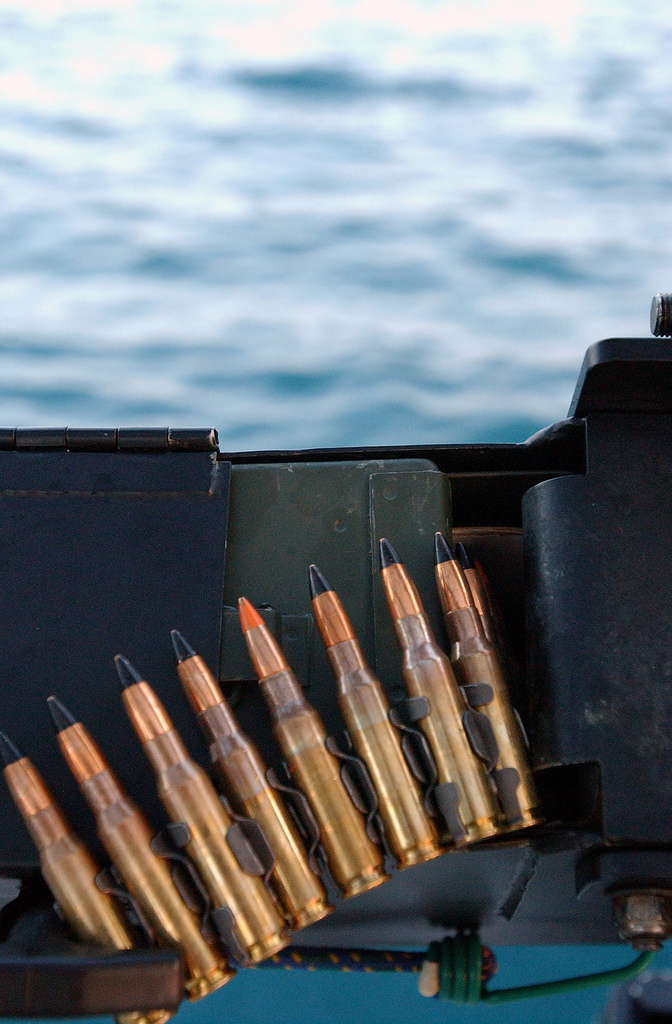
Naboje 7,62 × 51 mm, kolorem czerwony zaznaczony nabój smugowy

W pakcie NATO stosuje się oznaczanie nabojów z pociskami smugowymi przez pomalowanie czubka pocisku farbą w kolorze czerwonym, pomarańczowym, purpurowym lub fioletowym (tylko przyćmione).
W krajach byłego Układu Warszawskiego pociski smugowe oznaczano przez pomalowanie czubka pocisku farbą w kolorze zielonym.